# Presa di Aalst (1584)
La presa di Aalst, detta anche tradimento di Aalst, fu uno scontro combattuto nell'ambito della guerra degli ottant'anni che si svolse all'inizio di febbraio del 1584 presso la città di Aalst (attuale Belgio).
Nel 1584, dopo la fruttuosa campagna militare condotta dagli spagnoli nel 1583, il governatore generale dei Paesi Bassi spagnoli, il principe Alessandro Farnese, focalizzò la sua attenzione nel tentativo di assoggettare per fame le città collocate lungo il fiume Schelda ed i suoi tributari. Una di queste città era Aalst, collocata sul fiune Dendre. Nel gennaio del 1584, la guarnigione di Aalst, composta da truppe inglese al comando del governatore locale Olivier van den Tympel, venne completamente circondata e bloccata dalle truppe spagnole del generale Farnese. In questa situazione, i soldati inglesi, stanchi della mancanza di rifornimenti e della paga che tardava ad arrivare, decisero alla fine di consegnare la città al principe Farnese in cambio di 128 250 fiorini e si posero al servizio dell'esercito spagnolo.
L'avanzata del principe Farnese pareva inarrestabile, ed il 7 aprile, dopo tre mesi d'assedio, la città di Ypres si arrese anch'essa. Il successivo obbiettivo degli spagnoli fu Bruges, ed il 24 maggio anche questa città capitolò senza colpo ferire.